# Maldição de Cam

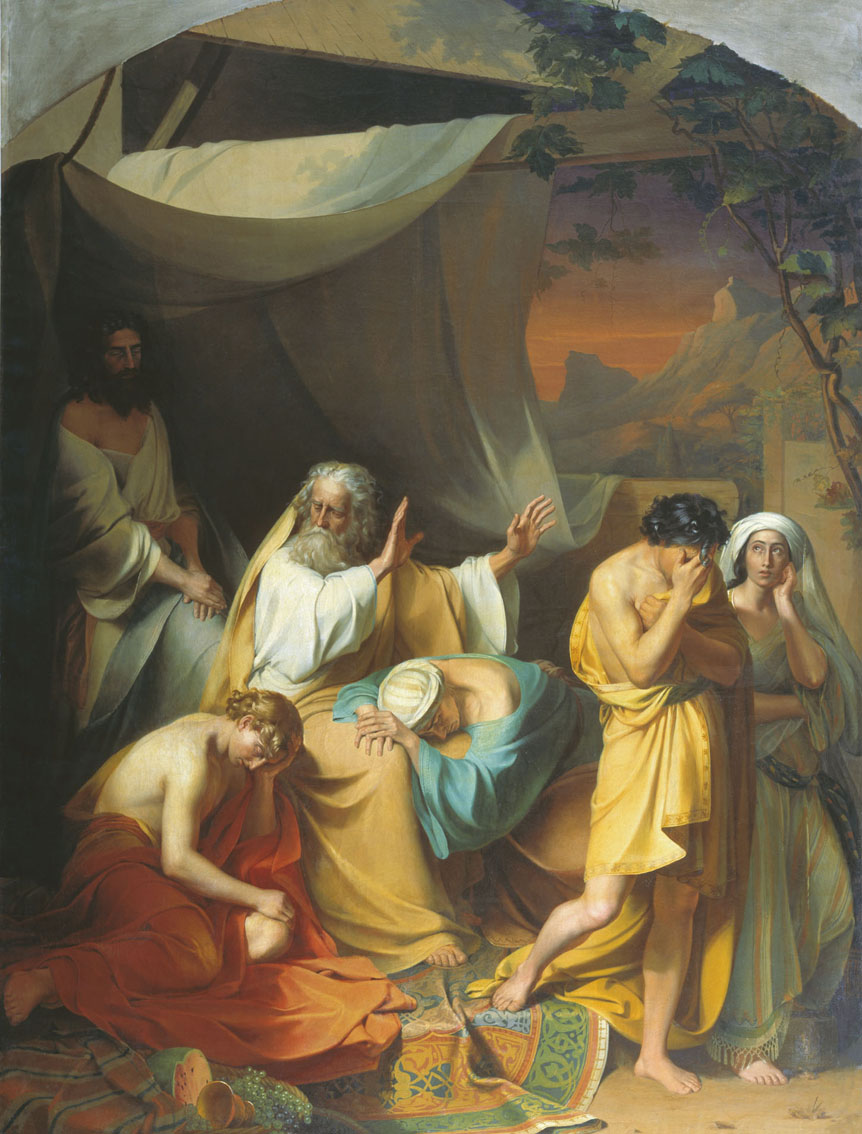
Noé Amaldiçoando Cam, pintura do século XIX de Ivan Stepanovitch Ksenofontov

A maldição de Cam (na verdade colocada sobre Canaã, filho de Cam) ocorre no livro do Gênesis, imposta pelo patriarca Noé. Ela ocorre no contexto da embriaguez de Noé e é provocada por um ato vergonhoso perpetrado pelo filho de Noé, Cam, que "viu a nudez de seu pai"(Gn 9.22). A natureza exata da transgressão de Cam e a razão pela qual Noé amaldiçoou Canaã quando Cam pecou têm sido debatidas por mais de 2.000 anos.

## Atualmente
Atualmente a maioria das igrejas crêem em três motivos a maldição:
- Cam teve relações sexuais enquanto Noé esteve desmaiado.[3]
- Cam teve desejos sexuais pelo seu pai e contou a seus irmãos.[4]
- Cam teve relações sexuais com sua mãe.[5]

A mais aceita é a de que Cam teve relações sexuais com Noé.

## Interpretação Arcaica e Racista
O propósito original da história pode ter sido justificar a sujeição do povo cananeu aos israelitas, mas nos séculos posteriores, a narrativa foi interpretada por alguns cristãos, muçulmanos e judeus como uma explicação para a pele negra, bem como uma justificativa para a escravidão. Da mesma forma, o movimento dos Santos dos Últimos Dias usou a maldição de Cam para impedir a ordenação de homens negros ao seu sacerdócio.
No entanto, a maioria dos cristãos, muçulmanos, judeus e mórmons agora discordam dessas interpretações, porque no texto bíblico o próprio Cam não é amaldiçoado e a raça ou a cor da pele nunca são mencionadas.